# Schweizer X-26
L'X-26 Frigate fu un prototipo nato dalla necessità di addestrare i piloti alle condizioni di accoppiamento inerziale, negli anni 1960.
Il programma includeva la versione X-26A Frigate, aliante, e le versioni dei prototipi motorizzati X-26B: QT-2, QT-2, QT-2PC, e QT-2PCII. Tutti gli X-26 erano basati sull'aliante Schweizer SGS 2-32.

## Storia del progetto
L' X-26A fu usato dalla United States Navy (USN) per addestrare i piloti nelle situazioni di accoppiamento inerziale.
Dato che si sapeva che i jet da addestramento sono pericolosi in quelle condizioni, l'X-26 fu basato sull'aliante Schweizer SGS 2-32. Gli alianti infatti reagiscono molto più lentamente e sono più facili da controllare dei jet, per cui questo addestratore sarebbe stato più sicuro nell'utilizzo. Furono ordinati inizialmente quattro esemplari e tre di questi precipitarono. Ognuno fu in seguito rimpiazzato.
Le esigenze della guerra del Vietnam portarono però ad un radicale cambio di destinazione i velivoli.
La DARPA requisì gli alianti per trasformarli in ricognitori silenziosi da impiegare nel sud-est asiatico.
Due Schweizer 2-32 (67-15345 e 67-15346) furono modificati per portarli alla configurazione QT-2 (QT sta per "Quiet Thruster": propulsore silenzioso). La modifica fu eseguita da Lockheed Missiles & Space Co. (LMSC). I due modelli furono ri-registrati (civilmente) come N2471W e N2472W.
Gli aerei furono modificati aggiungendo un motore Continental O-200, un riduttore di giri azionato da una cinghia trapezoidale, un'elica a quattro pale in legno a passo fisso (Fahlin) e altri miglioramenti alla fusoliera.
Il primo volo avvenne nel luglio del 1967. Dopo aver dimostrato di poter volare silenziosamente, gli aerei furono nuovamente modificati nella configurazione militare QT-2PC (Prize Crew, nome dell'operazione che avrebbero condotto in Vietnam) con avionica GFE e mimetizzazione per voli notturni. Furono positivamente valutati nel sudest asiatico (Prize Crew OpEval) per l'osservazione "stealth" tattica nella primavera del 1968, durante l'offensiva del Tet.
In seguito i due QT-2PC furono restituiti alla USN (USNavy) nel 1969 e ri-designati X-26B. Il primo ebbe matricola "67-5345" (anomala in quanto appartenente all'USAF) ed il secondo fu usato come fonte di pezzi di ricambio. A questo punto l'X-26 originale fu rinominato X-26A. Dall' X-26B derivò un dimostratore diverso: il Lockheed YO-3 Q-Star con il quale proseguì il programma segreto di sorveglianza aerea da parte dell' US Army.
Il Q-Star (House Test Aircraft) fu affiancato da undici YO-3 di produzione, i quali furono poi radiati ne 1974.